# Buchholz (Altdöbern)
Buchholz (niedersorbisch Bukowina) war ein Dorf, das zuletzt im Kreis Calau im Bezirk Cottbus in der DDR lag. Die frühere Gemeinde lag im Lausitzer Braunkohlerevier und wurde 1964 durch den Tagebau Greifenhain devastiert. Die Gemarkung wurde am 1. Oktober 1964 nach Lubochow eingemeindet und gehört heute zur Gemeinde Altdöbern im Landkreis Oberspreewald-Lausitz in Brandenburg.

## Lage
Buchholz lag in der Niederlausitz, rund fünfeinhalb Kilometer östlich von Altdöbern und siebeneinhalb Kilometer westlich von Drebkau. Nachbarorte waren Göritz im Norden, Greifenhain im Osten, Ressen im Südosten, Lubochow im Süden, Kunersdorf im Südwesten, Pritzen im Westen und Nebendorf im Nordwesten. Der Nachbarort Nebendorf sowie Teile von Göritz und Pritzen fielen ebenfalls dem Braunkohlebergbau zum Opfer. Nördlich der ehemaligen Ortslage befindet sich heute die als Abraumhalde künstlich entstandene Buchholzer Höhe.

## Geschichte
Buchholz wurde im Jahr 1514 erstmals urkundlich erwähnt. Da das Dorf im Südwesten der Herrschaft Cottbus lag, gehörte es zu einer Exklave der Mark Brandenburg, die vollständig vom Markgraftum Niederlausitz umgeben war. Erst durch den Frieden von Tilsit im Jahr 1807 kam Buchholz an das Königreich Sachsen. Im Jahr 1809 verzeichnete Friedrich Wilhelm August Bratring Buchholz als Dorf und Gut mit drei Wassermühlen. Damals hatte der Ort 122 Einwohner, die Haushalte waren neun Kossäten, fünf Büdner, ein Einlieger und jeweils ein Müller in jeder Wassermühle. Die Einwohner des Dorfes gingen in die Kirche nach Greifenhain.
Nach dem Wiener Kongress kam die Niederlausitz und somit auch der Ort Buchholz an das Königreich Preußen. Bei der Gebietsreform im Jahr 1816 wurde Buchholz dem Kreis Calau im Regierungsbezirk Frankfurt in der Provinz Brandenburg zugeordnet. Anfang der 1840er Jahre hatte der Ort 192 Einwohner, im Jahr 1864 hatte das Dorf Buchholz 256 Einwohner, dazu kamen die Siedlungen Sandmühle mit fünf und Schmiegelmühle mit elf Einwohnern. Bei der Volkszählung vom 1. Dezember 1871 lebten in der Landgemeinde Buchholz 254 Einwohner in 52 Haushalten. Von den Einwohnern waren 115 Männer und 139 Frauen; 37 Einwohner waren Kinder unter zehn Jahren. Als Arnošt Muka den Ort um 1880 besuchte, waren von den 218 Einwohnern 35 Sorben und 183 Deutsche.
Der Kreis Calau wurde 1886 in Landkreis Calau umbenannt. Nach dem Zweiten Weltkrieg kam Buchholz zur Sowjetischen Besatzungszone. Dort gehörte die Gemeinde ab 1947 zum Land Brandenburg, das ab 1949 in der DDR zunächst weiter bestand. Am 1. Juli 1950 wurde der Landkreis Calau aufgespalten und Buchholz verblieb beim Restkreis, der in Landkreis Senftenberg umbenannt wurde. Am 25. Juli 1952 wurde Buchholz dem neu gegründeten Kreis Calau im Bezirk Cottbus zugeordnet, das Land Brandenburg wurde aufgelöst. Im Jahr 1964 wurde Buchholz als erstes Dorf für den Tagebau Greifenhain abgebrochen. Insgesamt mussten 202 Einwohner umgesiedelt werden. Die Ortsflur wurde zum 1. Oktober 1964 nach Lubochow eingegliedert.
Nahe dem ehemaligen Ortsgebiet erinnern heute ein Gedenkstein, mehrere Schautafeln und die östlich des Tagebaurestlochs (Altdöberner See) verbliebene Hochkippe mit ihrem Namen „Buchholzer Höhe“ an den Ort. Am 1. Februar 2002 wurde die Gemeinde Lubochow aufgelöst, dabei wurde Lubochow nach Neu-Seeland eingegliedert, während Pritzen und die Gemarkungen von Buchholz und Nebendorf in die Gemeinde Altdöbern kam.

## Nachweise
1. ↑  Tabelle der verschwundenen Orte bis 1993. In: umsiedler-schleife.de. Archiviert vom Original (nicht mehr online verfügbar) am 3. April 2017; abgerufen am 2. April 2017.  Info: Der Archivlink wurde automatisch eingesetzt und noch nicht geprüft. Bitte prüfe Original- und Archivlink gemäß Anleitung und entferne dann diesen Hinweis.
2. ↑  Friedrich Wilhelm August Bratring: Statistisch-topographische Beschreibung der gesammten Mark Brandenburg. Band 3: Die Neumark Brandenburg enthaltend. Berlin 1809, S. 344 (Online).
3. ↑  Topographisch-statistische Uebersicht des Regierungs-Bezirks Frankfurt a. d. O. Gustav Harnecker’s Buchhandlung, Frankfurt a. O. 1844, S. 17 (Online).
4. ↑  Topographisch-statistisches Handbuch des Regierungs-Bezirks Frankfurt a. O. Verlag von Gustav Harnecker u. Co., Frankfurt a. O. 1867, S. 21 (Online).
5. ↑  Königliches Statistisches Bureau: Die Gemeinden und Gutsbezirke des Preußischen Staats und ihre Bevölkerung. Teil II: Provinz Brandenburg, Berlin 1873, S. 208f., Nr. 20 (Online).
6. ↑  Erinnerungsorte: Gedenkstein für Buchholz. In: archiv-verschwundene-orte.de. Abgerufen am 2. April 2017.